# Isabell Polak

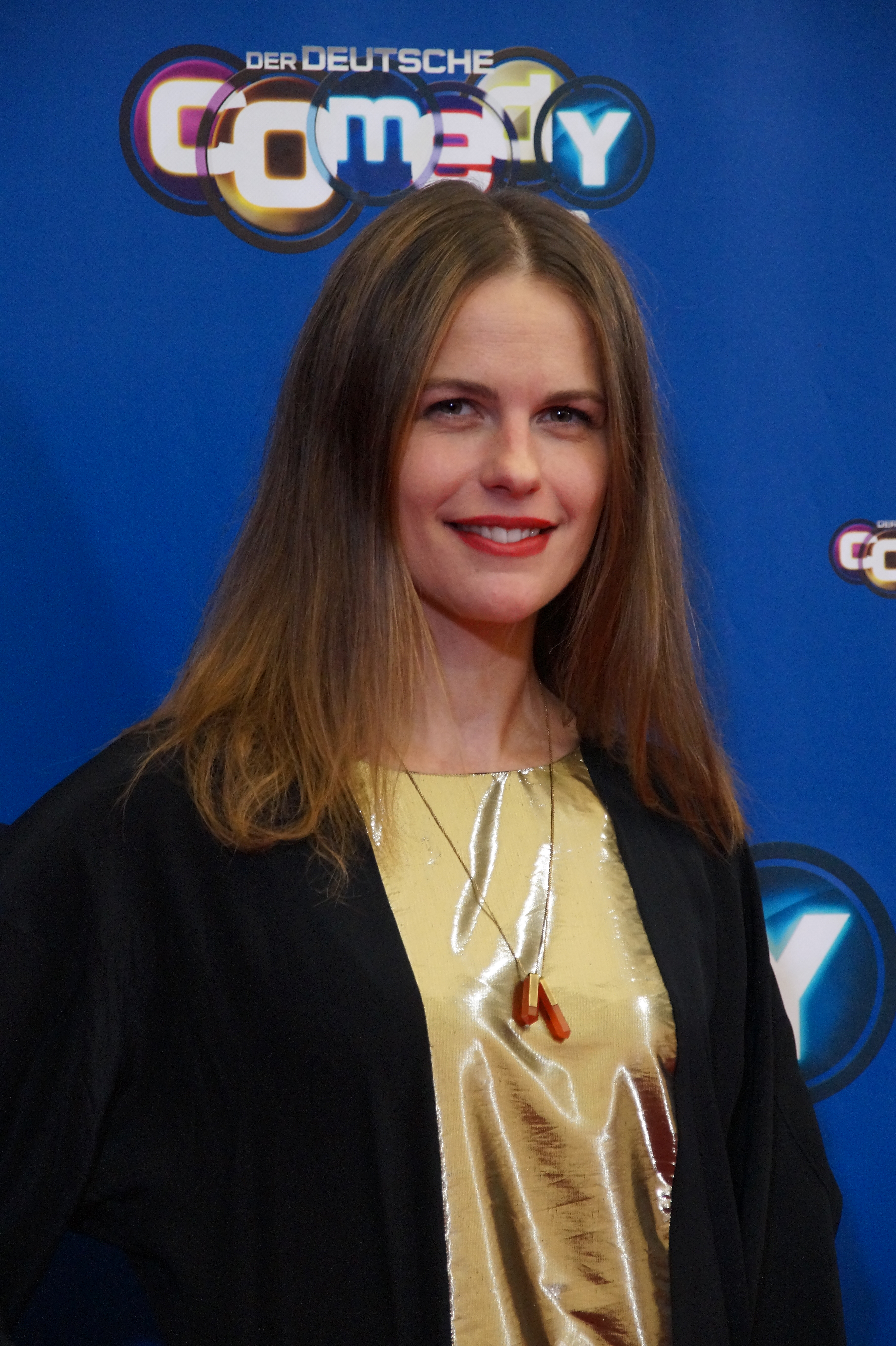
Isabell Polak, 2016

Isabell Polak (* 22. Juni 1981 in Miltenberg) ist eine deutsche Schauspielerin.

## Leben und Karriere
Polak war Hauptdarstellerin der Fernsehserie Böse Mädchen auf RTL und des Kurzfilms Dämmerung. In Nebenrollen war sie in den Fernsehserien Wilde Jungs, Zack! Comedy nach Maß, Edel & Starck und Doctor’s Diary zu sehen. 2011 spielte sie neben Jürgen Vogel in der Sat.1-Serie Schillerstraße. Im selben Jahr übernahm sie eine Rolle in der Komödie Rubbeldiekatz. Im Film Vaterfreuden spielte sie 2014 neben Matthias Schweighöfer die Hauptrolle der Maren. Im Jahr 2019 spielte Polak im ZDF-Film Matze, Kebab und Sauerkraut von Regisseur Christoph Schnee eine Nebenrolle. 2020 drehte sie in einer Hauptrolle für die ARD-Degeto-Produktion Dr. Hoffmann – Die russische Spende. Dort spielte sie die Rolle der Celine.
2016 gewann Polak den Deutschen Comedypreis mit der TV-Show Sketch History in der Kategorie „Beste Sketchshow“. Auch 2018 gewann sie den Deutschen Comedypreis; diesmal gewann sie diesen in der Kategorie „Beste Parodie/Sketch-Show“. Des Weiteren hat sie mit der gleichen TV-Serie von 2016 bis 2018 drei Auszeichnungen vom Deutschen Comedypreis Ensemble erhalten.
Polak spricht fließend Englisch und gut Französisch. In Spanisch hat sie grundlegende Kenntnisse. Des Weiteren kann sie Gitarre und Bassgitarre spielen.
Isabell Polak lebt mit ihrem Freund und ihrem 2014 geborenen Kind in Berlin.

## Filmografie (Auswahl)
- 2007–2013: Böse Mädchen (Fernsehserie, 24 Folgen)
- 2009: Doctor’s Diary (Fernsehserie, 2 Folgen)
- 2010–2011: Schillerstraße (Fernsehserie, 6 Folgen)
- 2011: Rubbeldiekatz
- 2014: Vaterfreuden
- 2015: Katie Fforde – Mein Wunschkind (Fernsehreihe)
- 2015–2019: Sketch History (Fernsehserie)
- 2016: Marie Brand und die Spur der Angst (Fernsehreihe)
- 2016: In aller Freundschaft – Die jungen Ärzte (Fernsehserie, Folge Glauben und Hoffen)
- 2016: Wilsberg – In Treu und Glauben (Fernsehreihe)
- 2017: Knallerkerle (Fernsehserie, 6 Folgen)
- 2017: Der Usedom-Krimi – Trugspur (Fernsehreihe)
- 2017: Tatort – Auge um Auge (Fernsehreihe)
- 2017: Club der roten Bänder (Fernsehserie, 7 Folgen)
- 2018: Verliebt in Masuren
- 2018: Alarm für Cobra 11 – Die Autobahnpolizei (Fernsehserie, Folge Weiberfastnacht)
- 2018–2019: Jenny – echt gerecht (Fernsehserie, 19 Folgen)
- 2019: Stadtkomödie – Geschenkt
- 2019: Inga Lindström – Heimkehr (Fernsehreihe)
- 2019: Der Bulle und das Biest (Fernsehserie, Folge Hundeschule)
- 2019: Als ich mal groß war
- 2020: Wilsberg – Vaterfreuden (Fernsehreihe)
- 2020: Frau Jordan stellt gleich (Fernsehserie, 1 Folge)
- 2020: Big Dating (Fernsehserie, 5 Folgen)
- 2021: Sankt Maik (Fernsehserie, 1 Folge)
- 2022: Wilsberg: Gene lügen nicht
- 2022: Dr. Hoffmann – Die russische Spende (Fernsehfilm)
- 2022: SOKO Potsdam (Fernsehserie, Folge Tödlicher Sonnenschein)
- 2022: Die Frau im Meer
- 2023: Mein Vater, der Esel und ich
- 2023: Club Las Piranjas (Fernsehserie)
- 2024: Der Bergdoktor (Fernsehserie, Folge Zerreißprobe)
- 2024: SOKO Köln (Fernsehserie, Folge Familie 2.0)
- 2024: Mit Herz und Holly: Lichtblicke (Fernsehserie)
- 2024: Mit Herz und Holly: Kleine Wunder